# (5361) Goncharov

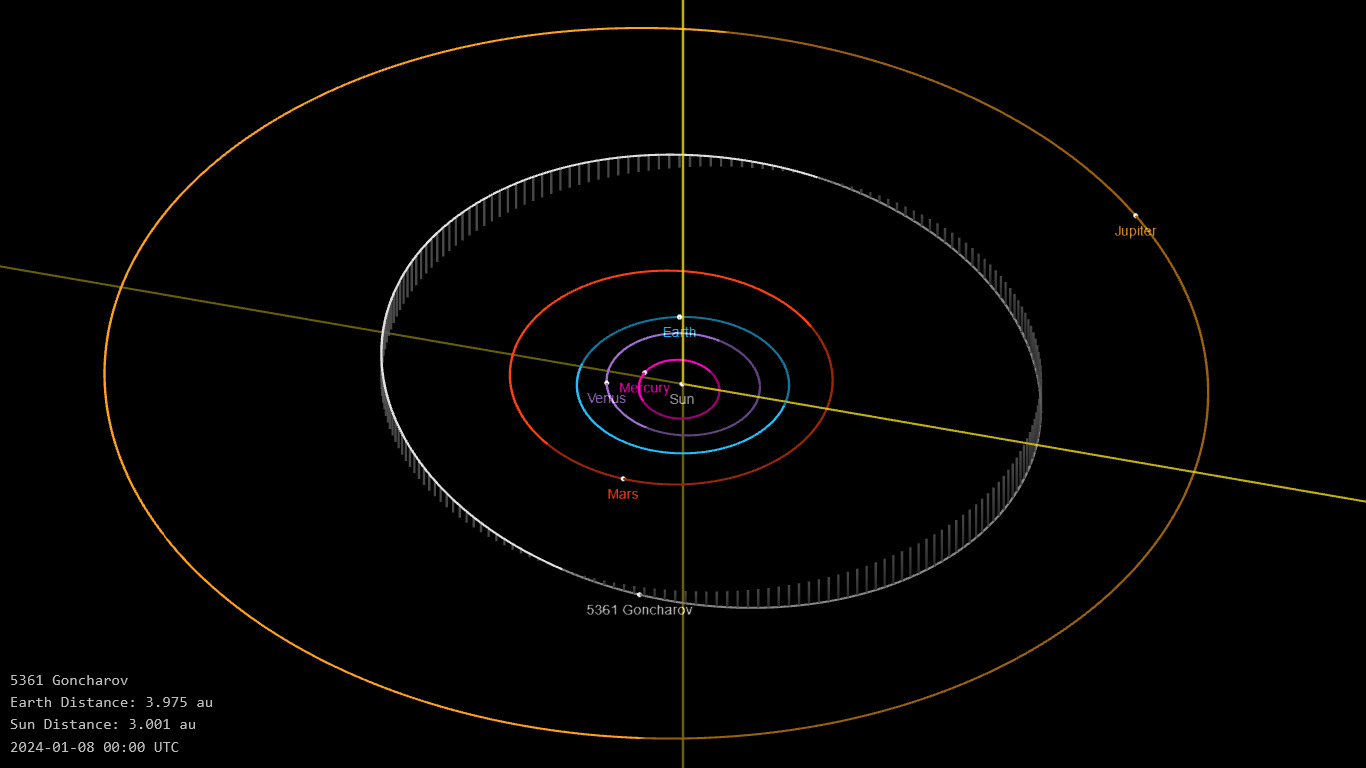
L'orbite de l'astéroïde 5361 Goncharov, nommé en 2000 en l'honneur de I. A. Goncharova.

(5361) Goncharov est un astéroïde de la ceinture principale.

## Description
(5361) Goncharov est un astéroïde de la ceinture principale. Il fut découvert le 16 décembre 1976 à Nauchnyj par Lioudmila Tchernykh. Il présente une orbite caractérisée par un demi-grand axe de 3,13 UA, une excentricité de 0,09 et une inclinaison de 7,2° par rapport à l'écliptique.

## Compléments